# Karl Knortz

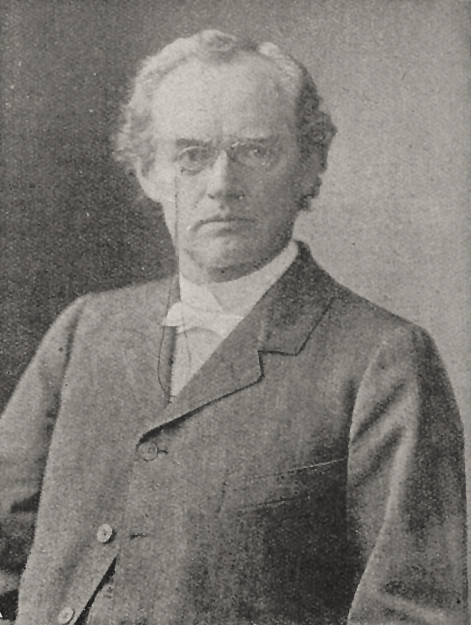
Karl Knortz

Karl Knortz (* 28. August 1841 in Garbenheim bei Wetzlar; † 27. Juli 1918 in North Tarrytown, USA) war ein deutsch-amerikanischer Schriftsteller.

## Leben
Knortz wanderte 1863 in die USA aus und widmete sich hier dem Lehrerfach. Er war 1866–68 in Detroit (Michigan), darauf bis 1871 in Oshkosh (Wisconsin), später in Cincinnati (Ohio) für die deutsche Sprache und Literatur tätig. Er interessierte sich für den Dichter Walt Whitman und schrieb zwei Bücher über ihn.
Er arbeitete als Redakteur des „Deutschen Pioniers“ in Cincinnati und der „Indiana Deutschen Zeitung“ in Indianapolis.

## Werke (Auswahl)
- Märchen und Sagen der nordamerikanischen Indianer
- Amerikanische Lebensbilder. Skizzen und Tagebuchblätter. Verlags-Magazin (J. Schabelitz), Zürich 1884  archive.org
- Epigramme
- Longfellow. Eine literarhistorische Studie
- Walt Whitman, der Dichter der Demokratie
- Das Deutschthum der Vereinigten Staaten. Verl.-Anst. und Dr. A.-G., Hamburg 1898 (Digitalisat)
- Ein amerikanischer Diogenes. Henry D. Thoreau. Hamburg 1899 (online – Internet Archive)